# Економіка Монголії
Монголія — аграрно-індустріальна країна. Основні галузі промисловості: конструкційних матеріалів, гірнича, харчова, переробка продуктів тваринництва. Транспорт г.ч. автомобільний та залізничний, який пов'язаний з залізницями РФ та Китаю. Наприкінці 1980-х років майже 3/4 вантажних перевезень в країні здійснювалося за допомогою залізничного транспорту. Повітряні траси зв'язують Монголію з Росією, Китаєм, В'єтнамом, Японією. Власна авіація Монголії має регулярний авіазв'язок з всіма аймаками країни.

## Історія
Пасовищне тваринництво як і раніше залишається головним видом господарської діяльності. Руйнування кочового образу життя почалося з проведення маньчжурами політики прикріплення етнічних груп в складі монголів до певних територій. Катастрофічне скорочення поголів'я худоби в період після 1924, коли в Монголії посилився вплив Радянського Союзу, стало результатом сліпого копіювання політики колективізації. Пізніше була вироблена особлива монгольська форма колективних господарств. Землі кожного такого колективного господарства вважалися також адміністративною одиницею — районом (монг. сомон). У 1997 загальна чисельність поголів'я худоби — овець, кіз, великої рогатої худоби, коней, верблюдів — становила бл. 29,3 млн голів, з них 80 % вівці і кози, 11 % — велика рогата худоба. На сьогоднішній день Монголія знаходиться в числі провідних країн світу по поголів'ю худоби з розрахунку на душу населення (бл. 12 голів на одну людину). Істотний прогрес був досягнутий також в племінному тваринництві і ветеринарії.
У руслі політичних і економічних змін, що почалися в країнах колишнього соціалістичного табору після 1989, Монголія ухвалила рішення про перехід до ринкової економіки. У травні 1991 вступив в дію закон про приватизацію.
За даними [Index of Economic Freedom, The Heritage Foundation, U.S.A. 2001]: ВВП — $ 1 млрд. Темп зростання ВВП — 3,5 %. ВВП на душу населення — $ 408. Прямі закордонні інвестиції — $ 10,2 млн. Імпорт (машини і обладнання, нафтопродукти, споживчі товари) — $ 362 млн (г.ч. Росія — 46,0 %; Китай — 17,0 %; Японія — 12,5 %; Півд. Корея та США — по 6,8 %). Експорт (мінерали і металеві руди, продукти тваринництва) — $ 291,7 млн (г.ч. Китай — 58,0 %; США — 13,0 %; Росія — 12,1 %).

## Сільське господарство
Землеробство у економічному житті Монголії відіграє другорядну роль. Різні сільськогосподарські культури вирощуються в північній і західній частинах країни, деякі із застосуванням зрошування земель. Іригаційні системи створені сьогодні і в Гобі. У 1990 загальна площа земель, що культивуються становила близько 827 тис. га. Головною культурою є пшениця, хоч вирощуються також ячмінь, картопля і овес. Істотну роль грає заготівля сіна і кормів для худоби.

## Промисловість
Значне число підприємств обробної промисловості зосереджене в Улан-Баторі, а в місті Дархан на півночі від столиці розташований вугледобувний, чавуноливарний і сталеплавильний комплекс. Місцева промисловість традиційно зосереджена на переробці тваринницької сировини, і головними видами продукції, що випускаються є шерстяні тканини, повсть, вироби з шкіри, харчові продукти. У 1980-ті роки місцева промисловість забезпечувала приблизно 1/3 ВВП Монголії. Після закінчення Другої світової війни в загальному обсязі промислового виробництва істотно зросла частка важкої промисловості. Крім вже названих Улан-Батора і Дархана, найбільші підприємства знаходяться в Ерденеті, Сухе-Баторі, Баганурі, Чойбалсані. Монголія виробляє понад 1000 найменувань промислових і сільськогосподарських продуктів, велика частина яких споживається всередині країни, на експорт йде хутро, вовна, шкіра, шкіряні і хутряні вироби, худоба і продукти тваринництва, фосфорити, флюорити, молібденова руда.